# 현성교통
현성교통(玄聖交通)은 경기도 양주시의 마을버스 회사이다. 2010년에 신암운수로부터 분리 설립한 업체이다.
1998년 신암운수로 시작하여 21개의 노선을 보유하여 운행을 하였으며, 2010년 현성교통 분리 설립 하고 신암운수는 양도하고 현성교통만 운영을 하고 있다.
양주시의 오지 도서지역을 담당하며 양주시의 교통의 사각지대인 서부권 남면 은현면 광적면 백석읍등의 농어촌과 읍면동 그리고 동두천등의 지역과 지역을 연결해 주는 고리역할을 27년간 해 오고 있는 회사이다.
남면 입암리 에서 지금은 은현면 봉암리 차고지로 이전 신암자동차공업사, 대형세차장, 주차장등을 계열사로 두고 있다.

## 운행 노선
- ● 3번 : 동두천세아프라자 ↔ 가래비시장
- ● 3-1번 : KT동두천지사 ↔ 가납초교
- ● 3-2번 : 비룡성당앞 ↔ 봉암리 ↔ 동두천시청
- ● 3-4번 : 비룡성당앞 ↔ 상패동 ↔ 동두천시청
- ● 16A번 : 신산리 ↔ 조양중학교
- ● 16B번 : 효촌리 ↔ 조양중학교
- ● 16-1번 : 신산리 ↔ 백석고등학교

## 보유차량
총 16대의 차량을 보유하고 있다.

#### 현대자동차
- 현대 E-카운티
- 현대 뉴카운티
- 현대 카운티 뉴브리즈

#### 하이거
- 하이퍼스1609 (2대 보유)
- 하이퍼스1609P (1대 보유)